# هابي مالاما
هابي مالاما (بالإنجليزية: Happy Malama)‏ هو لاعب كرة قدم زامبي في مركز حراسة المرمى، ولد في 1947 في لوانشيا في زامبيا.